# Naviglio militare italiano della prima guerra mondiale
Il naviglio militare italiano della prima guerra mondiale era ampio e diversificato. La Regia Marina all'entrata in guerra dell'Italia, il 24 maggio 1915, era per numero di unità e dislocamento in tonnellate di navi da guerra una marina importante, ben dotata di unità pesanti, ma molta cura era stata dedicata anche alle unità leggere, costiere e subacquee.

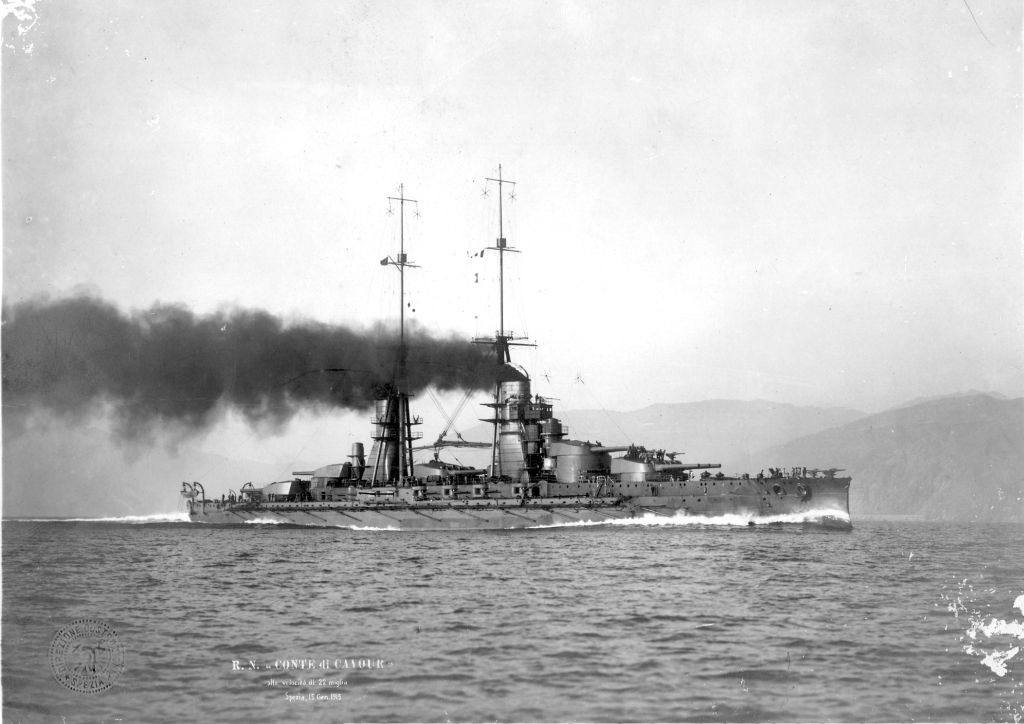
La corazzata Conte di Cavour nel 1914

## Unità in servizio all'inizio del conflitto
All'inizio della guerra erano in servizio: 

### Navi da Battaglia
- Dante Alighieri
- 3 classe Conte di Cavour
- 1 classe Andrea Doria
- 1 nave da battaglia obsoleta classe Caio Duilio
- 2 navi da battaglia obsolete classe Regina Margherita
- 4 navi da battaglia obsolete classe Regina Elena
- 1 nave da battaglia obsoleta classe Re Umberto
- 2 navi da battaglia obsolete classe Emanuele Filiberto

### Incrociatori

L'incrociatore corazzato Carlo Alberto della classe Vettor Pisani con delle antenne filari tese tra i due alberi in occasione dell'esperimento di Guglielmo Marconi del 1902

- 1 incrociatore protetto obsoleto Giovanni Bausan
- 1 incrociatore protetto obsoleto classe Etna
- 2 incrociatori corazzati obsoleti classe Vettor Pisani
- 2 incrociatori corazzati classe San Giorgio
- 3 incrociatori corazzati classe Giuseppe Garibaldi
- 2 incrociatori corazzati classe Pisa
- 2 incrociatori leggeri classe Basilicata

### Ariete torpediniere
- obsoleto: Piemonte

### Esploratori
Gli esploratori erano una tipologia di naviglio (introdotta dalla marina britannica come scout, in quella austro-ungarica erano invece classificati incrociatori rapidi) nata per svolgere il compito di ricognizione veloce per la flotta da battaglia in un'epoca precedente alla diffusione dell'aviazione. Furono invece molto importanti nel corso della prima guerra mondiale, anche perché la marina austro-ungarica li impiegò spesso nel basso Adriatico per molestare lo sbarramento di Otranto. La Regia Marina aveva sottostimato questo tipo di naviglio (classificando come esploratori anche vecchi incrociatori coloniali molto lenti come quelli della classe Agordat) e dovette correre ai ripari alla vigilia del conflitto (anche sequestrando naviglio in costruzione per la Romania, come la classe Aquila). Le navi di nuova costruzione si rivelarono ottime, anche se molto piccole (spesso poco più grandi di un cacciatorpediniere) e sovente meglio armate delle similari unità austro-ungariche.
- 3 classe Mirabello
- 2 classe Nino Bixio
- Quarto
- Libia
- 4 classe Aquila
- 3 classe Poerio
- 2 classe Agordat

### Cacciatorpediniere
Un numero abbastanza elevato di classi prestò servizio nel primo conflitto mondiale:
- 2 classe Audace
- 18 classe Indomito
- 8 classe Rosolino Pilo
- 4 classe Giuseppe Sirtori
- 4 classe Palestro

- 24 cacciatorpedinieri obsoleti:
  - Fulmine
  - 6 classe Lampo
  - 6 classe Nembo
  - 11 classe Soldato

### Torpediniere

La torpediniera Condore

Varie classi di torpediniere erano presenti nella Regia Marina:
- 25 torpediniere d’alto mare obsoleti: 
  - Condore (1897 - 1920)[3]
  - Pellicano (1896 - 1920)
  - 4 Classe Pegaso - serie Pegaso (1904 - 1923)
  - 8 Classe Pegaso - serie Cigno (1904 - 1923)
  - 6 Classe Sirio (1904 - 1923)
  - 4 Classe Orione (1905 - 1923)
  - Gabbiano (1906 - 1921)
- 39 torpediniere costiere Classe PN - I serie (1911 - 1925)

### Cannoniera
- Sebastiano Caboto (cannoniera) (1911 - 1943)
- Classe Varese (1860 - 1890)
- Classe Guardiano (1871 - 1923)
- Classe Andrea Provana (1883 - 1901)
- Curtatone (1885 - 1913)
- Volturno (1886 - 1914)
- Classe Castore (1888 - 1925)
- Governolo (1891 - 1912)
- Cunfida (1892 - 1924)
- Capitano Verri (1887 - 1926)
- Archimede (1892 - 1928)
- Giuliana (1883 - 1928)
- Misurata (1894 - 1924)
- Tobruk (1897 - 1925)
- Cirenaica (1885 - 1924)
- Classe Folgore (1914 - 1919)
- Marechiaro (1903 - 1943)
- Sorrento (1882 - 1928)
- Illiria (1918 - 1958)
- Zagabria (1938 - 1943)
- Cattaro (1897 - 1943)
- Classe Fata (1836 - 1943)

### Sommergibili
- sommergibili costieri:
  - Argonauta
  - Atropo
  - 2 classe Nautilus
  - 8 classe Medusa
  - 2 classe Pullino
- sommergibile costiero obsoleto:
  - Foca
- sommergibili sperimentale:
  - Delfino
  - 5 classe Glauco

### Navi Scuola
- 2 classe Flavio Gioia

### Navi per servizi vari
- 6 ex incrociatori corazzati obsoleti classe Regioni

## Ordine di battaglia al 24 maggio 1915

### Base di Taranto
Nave da battaglia Conte di Cavour, nave di bandiera del viceammiraglio Luigi di Savoia
- I Divisione (contrammiraglio Corsi): navi da battaglia Dante Alighieri, Giulio Cesare, Leonardo da Vinci

- II Divisione (c.amm. Emanuele Cutinelli Rendina): navi da battaglia Regina Elena, Vittorio Emanuele, Napoli, Roma

- IV Divisione (c.amm. Cagni): incrociatori corazzati Pisa, Amalfi, San Giorgio, San Marco, Piemonte

- II squadriglia cacciatorpediniere: cacciatorpediniere Impavido, Insidioso, Irrequieto, Granatiere

- V squadriglia torpediniere: torpediniere Cigno, Canopo, Centauro, Clio, Cassiopea, Calliope, Olimpia, Perseo, Gabbiano

### Base di Brindisi
Com.te 2ª squadra c.amm. Presbitero
- III Divisione (c.amm. Rubin de Cervin): navi da battaglia Benedetto Brin, Regina Margherita

- V Divisione (c.amm. Trifari): incrociatori corazzati Giuseppe Garibaldi, Varese, Francesco Ferruccio, Vettor Pisani

- Gruppo esploratori: esploratori Quarto, Nino Bixio, Marsala, Agordat

- Incrociatori ausiliari: Città di Palermo, Città di Siracusa, Città di Messina

- Incrociatori obsoleti: Liguria, Puglia, Libia, Lombardia (appoggio sommergibili), Elba (appoggio idrovolanti)

- I squadriglia cacciatorpediniere: cacciatorpediniere Animoso, Ardito, Ardente, Audace, Francesco Nullo

- V squadriglia cacciatorpediniere: cacciatorpediniere Nembo, Turbine, Espero, Borea, Aquilone

- II squadriglia torpediniere: torpediniere Airone, Albatros, Alcione, Arpia, Ardea, Astore

- IV squadriglia torpediniere: torpediniere Spica, Sirio, Saffo, Scorpione, Serpente, Sagittario, 28 AS, 29 AS

- 8ª squadriglia torpediniere: torpediniere 33 PN, 34 PN, 35 PN, 36 PN, 37 PN, 38 PN

- 3ª squadriglia sommergibili: sommergibili Nereide, Nautilus, Velella, Galileo Ferraris

- 4ª squadriglia sommergibili: sommergibili Glauco, Foca, Narvalo

### Base di Venezia
- Navi da battaglia (c.amm. Patris): Sardegna, Emanuele Filiberto, Ammiraglio di Saint Bon

- Incrociatori: Carlo Alberto, Marco Polo, Etruria

- 3ª squadriglia cacciatorpediniere: cacciatorpediniere Bersagliere, Garibaldino, Corazziere, Lanciere, Artigliere

- 4ª squadriglia cacciatorpediniere: cacciatorpediniere Carabiniere, Pontiere, Fuciliere, Ascaro, Alpino, Zeffiro

- 5ª squadriglia torpediniere: torpediniere Procione, Climene, Pegaso, Pallade, Calipso

- 6ª squadriglia torpediniere: torpediniere 19 OS, 20 OS, 21 OS, 22 OS, 23 OS, 24 OS

- 9ª squadriglia torpediniere: torpediniere 13 OS, 14 OS, 15 OS, 16 OS, 17 OS, 18 OS

- 10ª squadriglia torpediniere: torpediniere 1 PN, 2 PN, 3 PN, 4 PN, 5 PN, 6 PN

- 11ª squadriglia torpediniere: torpediniere 7 PN, 8 PN, 9 PN, 10 PN, 11 PN, 12 PN

- 1ª squadriglia sommergibili: sommergibili Jalea, Salpa, Zoea, Jantina, Medusa, Atropo

- 2ª squadriglia sommergibili: sommergibili Pullino, Fisalia, Argo

- 4ª squadriglia sommergibili: sommergibili Squalo, Otaria, Delfino, Tricheco

### Base di Ancona
Sommergibile Argonauta
Navi da battaglia in riserva, successivamente utilizzate come batterie galleggianti:
Italia, Dandolo, Re Umberto, Andrea Doria (denominata GR 104 all'entrata in servizio della nuova corazzata battezzata con lo stesso nome).

## Unità entrate in servizio durante il conflitto
Durante la prima guerra mondiale entrarono in servizio:

### Navi da battaglia
- 1 classe Andrea Doria
- 1 nave da battaglia obsoleta classe Italia

### Torpediniere
- torpediniere costiere:
  - Francesco Rismondo (preda bellica ex austriaca TB 11)
  - 30 Classe PN - II serie
  - 2 Classe PN - III serie

### Monitore
- ex pontone gru G.A. 43 Faà di Bruno
- ex pontone gru G.A. 53 Alfredo Cappellini
- 1 ex nave da battaglia obsoleta: classe Ruggiero di Lauria

### Sommergibili
- sommergibili di media crociera:
  - Balilla
  - 4 classe Barbarigo
  - 6 classe Pietro Micca
  - 2 classe Pacinotti
- sommergibili di piccola crociera:
  - 21 classe F
  - 8 classe H
  - 6 classe N
  - 3 classe S
  - 4 classe W
- sommergibili posamine:
  - 2 classe X
  - X 1 (preda bellica ex austriaca U 24)

## Unità non ultimate prima della fine del conflitto

### Navi da battaglia
4 classe Francesco Caracciolo (Lavori interrotti nel marzo 1916 e demoliti sullo scalo nel 1921)

## Unità in servizio al termine del conflitto
La flotta completa alla fine della Grande Guerra:
Corazzate
- di stanza a Venezia:
  - Classe Re Umberto: Sardegna
  - Classe Emanuele Filiberto: Emanuele Filiberto, Ammiraglio di Saint Bon
- di stanza a Durazzo:
  - Classe Duilio: Dandolo
- di stanza a Taranto:
  - Classe Duilio: Duilio, Andrea Doria
  - Classe Regina Elena: Regina Elena, Vittorio Emanuele, Napoli, Roma
  - Classe Dante Alighieri: Dante Alighieri
  - Classe Cavour: Conte di Cavour, Giulio Cesare

Cannoniere
- Classe Varese (1860 - 1890)
- Classe Guardiano (1871 - 1923)
- Classe Andrea Provana (1883 - 1901)
- Curtatone (1885 - 1913)
- Volturno (1886 - 1914)
- Classe Castore (1888 - 1925)
- Governolo (1891 - 1912)
- Cunfida (1892 - 1924)
- Capitano Verri (1887 - 1926)
- Archimede (1892 - 1928)
- Giuliana (1883 - 1928)
- Misurata (1894 - 1924)
- Tobruk (1897 - 1925)
- Sebastiano Caboto (1911 - 1943)
- Cirenaica (1885 - 1924)
- Classe Folgore (1914 - 1919)
- Marechiaro (1903 - 1943)
- Sorrento (1882 - 1928)
- Illiria (1918 - 1958)
- Zagabria (1938 - 1943)
- Cattaro (1897 - 1943)
- Classe Fata (1836 - 1943)

Incrociatori
- di stanza a Brindisi:

Incrociatore Amalfi

  - Classe Garibaldi: Varese, Francesco Ferruccio
  - Classe Vettor Pisani: Vettor Pisani
  - Classe Lombardia: Lombardia, Liguria, Elba, Puglia
  - Classe Libia: Libia
- di stanza a Taranto:
  - Classe Pisa: Pisa
  - Classe San Giorgio: San Giorgio, San Marco
  - Classe Piemonte: Piemonte

Esploratori
- di stanza a Venezia:
  - Quarto
  - Classe Alessandro Poerio: Alessandro Poerio, Cesare Rossarol e Guglielmo Pepe
- di stanza a Brindisi:
  - Libia
  - classe Carlo Mirabello: Carlo Mirabello, Carlo Alberto Racchia e Augusto Riboty
  - Classe Aquila: Aquila, Sparviero e Nibbio
- di stanza a Taranto
  - Classe Nino Bixio: Nino Bixio e Marsala

Cacciatorpediniere
- di stanza a Tripoli:
  - Classe Lampo: Ostro, Lampo
- di stanza a Tobruk:
  - Classe Lampo: Euro, Strale
- di stanza a Valona:
  - Classe Lampo: Dardo
- di stanza a Brindisi:
  - Classe Nembo: Nembo, Turbine, Espero, Borea, Aquilone
  - Classe Ardito: Ardito, Ardente
  - Classe Audace: Audace, Animoso
  - Classe Pilo: Francesco Nullo
- di stanza a Venezia:
  - Classe Nembo: Zeffiro
  - Classe Soldati: Bersagliere, Garibaldino, Corazziere, Lanciere, Artigliere
  - Classe Soldati: Alpino, Fuciliere, Pontiere, Ascaro
- di stanza a Taranto
  - Classe Soldati: Granatiere
  - Classe Indomito: Impavido, Insidioso, Irrequieto
- di stanza alla Spezia:
  - Classe Indomito: Impetuoso

Sommergibili
- Classe Argonauta: 1 unità - 255 t
- Classe Atropo: 1 unità - 231 t
- Classe Balilla: 1 unità - 728 t
- Classe Barbarigo: 4 unità - 762 t
- Classe Delfino: 1 unità - 102 t
- Classe F: 21 unità - 262 t
- Classe Foca: 1 unità - 185 t
- Classe Glauco: 5 unità - 160 t
- Classe H: 8 unità - 360 t
- Classe Medusa: 8 unità - 245 t
- Classe Micca: 6 unità - 842 t
- Classe N: 6 unità - 277 t
- Classe Nautilus: 2 unità - 225 t
- Classe Pacinotti: 2 unità - 710 t
- Classe Pullino: 2 unità - 355 t
- Classe S: 3 unità - 254 t
- Classe W: 4 unità - 330 t
- Classe X: 2 unità - 403 t
- Classe X 1: 1 unità - 171 t